# Tote
Tote, também Tot, Toth, Thoth ou Thot (em grego clássico: Θώθ; romaniz.: Thóth; ou Djeuti em egípcio: Dḥwtj) é um deus egípcio da lua,do conhecimento, da sabedoria, da escrita, da música e da magia. Na arte, era geralmente retratado com a cabeça de íbis ou babuíno, animais consagrados a ele. Sua descendência é  Sexate, e sua esposa era Maat.                        Os papéis de Thoth na mitologia egípcia foram muitos. Ele serviu como escriba dos deuses e foi creditado com a invenção da escrita e dos hieróglifos egípcios. No submundo, Duat, ele aparecia como um macaco, Aani, o deus do equilíbrio, que registrava quando a balança, que pesava o coração do falecido contra a pena representando o princípio de Maat, estava perfeitamente equilibrada.                                         Os antigos egípcios consideravam Thoth como um ser único, autogerado e autoproduzido. Ele era o mestre tanto das leis físicas quanto das morais (isto é, da lei divina), utilizando de forma adequada o princípio de Ma'at. Ele é creditado com os cálculos necessários para o estabelecimento dos céus, das estrelas, da Terra e de tudo o que há neles.

Os egípcios o consideravam o autor de todas as obras de ciência, religião, filosofia e magia. Os gregos também o declararam como o inventor da astronomia, astrologia, ciência dos números, matemática, geometria, topografia, medicina, botânica, teologia, governo civilizado, alfabeto, leitura, escrita e oratória. Eles ainda afirmavam que ele era o verdadeiro autor de todas as obras de todos os ramos do conhecimento, tanto humano quanto divino. 